# ملاقات با فاکرها
با فاکرها ملاقات کن (به انگلیسی: Meet the Fockers) فیلمی در ژانر کمدی محصول سال ۲۰۰۴ آمریکا با بازی رابرت دنیرو، بن استیلر و داستین هافمن به کارگردانی جی روچ است. این فیلم دنبالهٔ فیلم ملاقات با والدین است. قسمت سومین این مجموعه در سال ۲۰۱۰ به نام فاکرهای کوچک منتشر شد.

## خلاصه داستان
با وجود اینکه تنها شش ماه تا تاریخ عروسی‌شان باقی مانده، گرگ فوکر و نامزدش پم برنز تصمیم می‌گیرند والدینشان را به هم معرفی کنند. آن‌ها به اویستر بی در نیویورک پرواز می‌کنند تا پدر پم، جک برنز (مامور سابق سیا)، مادرش دینا و برادرزاده یکساله‌شان جک "جک کوچولو" بنکس (پسر باب و دبی بنکس) را سوار کنند. جک خانواده را با ون جدیدش به میامی، فلوریدا می‌برد تا با والدین گرگ آشنا شوند.
در میامی، والدین غیرمتعارف، شاد و آزاداندیش گرگ - برنی فوکر (وکیلی که حالا در خانه می‌ماند) و رز (مشاور سکس برای زوج‌های سالمند) - از آن‌ها استقبال می‌کنند. درحالی که دینا به خوبی با خانواده فوکر ارتباط برقرار می‌کند، اختلافات بین جک و خانواده فوکر به دلیل تفاوت‌های شخصیتی و فرهنگی آشکار می‌شود.
تعقیب و گریز بین سگ خانواده فوکر، موسی، و گربه خانواده برنز، جینکس، به شستشوی موسی در توالت ون توسط جینکس ختم می‌شود. برنی برای نجات موسی، توالت ون را خراب می‌کند. در ادامه موقع بازی فوتبال دستی، برنی تصادفاً به کمر جک آسیب می‌زند.